# فرانچسکو پازینتی
فرانچسکو پازینتی (ایتالیایی: Francesco Pasinetti؛ ۱ ژوئن ۱۹۱۱ – ۲ آوریل ۱۹۴۹) یک فیلم‌نامه‌نویس، کارگردان، و پدیدآور اهل ایتالیا بود.